# 国际无线电干扰特别委员会
国际无线电干扰特别委员会（法語：Comité International Spécial des Perturbations Radioélectriques，缩写：CISPR）成立于1934年，旨在制定控制电气和电子设备中電磁干擾的标准，并且是国际电工委员会（IEC）的一部分。

## 组织
CISPR由六个小组委员会组成，每个小组委员会负责一个领域，定义为：
- A - 无线电干扰的测量和统计方法
- B - 针对工业、科学或医学（即ISM）设备、高电压设备，以及电力线或牵引设备的干扰测量
- D - 机动车辆中的干扰（包括汽油和电力）
- F - 家用电器、工具和照明设备的干扰
- H - 保护射频的限制
- I - 信息技术（IT）设备的电磁兼容性。例如计算机、多媒体/hi-fi设备、无线电设备（接收机）

## 技术标准
CISPR的标准涵盖辐射和传导干扰的测量。EMI测试的结果可根据设备和电缆的确切布局而广泛变化。CISPR设定各种标准的测试布局，以帮助提高测试之间的比较可靠性。这些标准涵盖电缆长度、测量设备配置和接地方案。这些标准还使其免疫外部干扰。
在购买设备时，公司或组织可能要求供应商遵守一项或多项CISPR标准。
CISPR迄今已发表三十多项标准。其中较重要的包括：
- CISPR 10 - CISPR的组织、规则和程序。（1971年）
- CISPR 11 - 工业、科学和医疗（ISM）设备 - 射频骚扰特性 - 限值和测量方法。
- CISPR 12 - 车辆、船只和内燃机驱动的装置 - 无线电骚扰特性 - 限值和测量方法。
- CISPR 14 - 电磁兼容 - 家用电器、电动工具和类似仪器的要求：1) 骚扰 2) 抗性。
- CISPR 15 - 电气照明和类似设备的无线电骚扰特性的限值和测量方法。
- CISPR 22 - 信息技术设备 - 无线电骚扰特性 - 限值和测量方法。
- CISPR 24 - 信息技术设备 - 免疫特性 - 限值和测量方法。
- CISPR 25 - 用于保护车辆、船只和设备上使用的接收器的无线电骚扰特性 - 限值和测量方法。[1]

## 应用程序
根据市场需求，CISPR的标准是供应商达到OEM要求或作为产品特征的基准或目标。例如在汽车电子市场中，CISPR 25是一种很受欢迎的电子器件主体的基准和要求。电子供应商越来越专注于验证和使其设备满足CISPR 25，例如德州仪器就已经发布参考设计，证明一个或多个设备如果在设计中正确使用则可以满足该标准。